# Anesti Arapi
Anesti Arapi (Valona, 6 luglio 1963) è un ex calciatore albanese, di ruolo portiere.

## Carriera

### Nazionale
Ha collezionato 2 presenze con la nazionale albanese.

## Statistiche

### Presenze e reti nei club
Statistiche aggiornate al 14 ottobre 2007.
| Stagione                 | Squadra                  | Campionato               | Campionato | Campionato | Coppa nazionale | Coppa nazionale | Coppa nazionale | Coppe europee | Coppe europee | Coppe europee | Altre coppe | Altre coppe | Altre coppe | Totale | Totale |
| Stagione                 | Squadra                  | Comp                     | Pres       | Reti       | Comp            | Pres            | Reti            | Comp          | Pres          | Reti          | Comp        | Pres        | Reti        | Pres   | Reti   |
| ------------------------ | ------------------------ | ------------------------ | ---------- | ---------- | --------------- | --------------- | --------------- | ------------- | ------------- | ------------- | ----------- | ----------- | ----------- | ------ | ------ |
| 1986-1987                | Flamurtari Valona        | KP                       | 0          | 0          | CA              | 0               | 0               | -             | -             | -             | -           | -           | -           | 0      | 0      |
| 1987-1988                | Flamurtari Valona        | KP                       | 0          | 0          | CA              | 0               | 0               | CU            | 6             | -7            | -           | -           | -           | 6      | -7     |
| 1988-1989                | Flamurtari Valona        | KP                       | 0          | 0          | CA              | 0               | 0               | CdC           | 1             | -1            | -           | -           | -           | 1      | -1     |
| 1989-1990                | Flamurtari Valona        | KP                       | 0          | 0          | CA              | 0               | 0               | -             | -             | -             | -           | -           | -           | 0      | 0      |
| 1990-1991                | Flamurtari Valona        | KP                       | 0          | 0          | CA              | 0               | 0               | CdC           | 2             | -5            | -           | -           | -           | 2      | -5     |
| 1991-1992                | Īraklīs                  | AE                       | 3          | -8         | CG              | 0               | 0               | -             | -             | -             | -           | -           | -           | 3      | -8     |
| 1992-1993                | Flamurtari Valona        | KP                       | 0          | 0          | CA              | 0               | 0               | -             | -             | -             | -           | -           | -           | 0      | 0      |
| 1993-1994                | Flamurtari Valona        | KP                       | 0          | 0          | CA              | 0               | 0               | -             | -             | -             | -           | -           | -           | 0      | 0      |
| 1994-1995                | Flamurtari Valona        | KP                       | 0          | 0          | CA              | 0               | 0               | -             | -             | -             | -           | -           | -           | 0      | 0      |
| 1995-1996                | Flamurtari Valona        | KP                       | 0          | 0          | CA              | 0               | 0               | -             | -             | -             | -           | -           | -           | 0      | 0      |
| 1996-1997                | Flamurtari Valona        | KP                       | 0          | 0          | CA              | 0               | 0               | CdC           | 2             | -3            | -           | -           | -           | 2      | -3     |
| Totale Flamurtari Valona | Totale Flamurtari Valona | Totale Flamurtari Valona | 0          | 0          |                 | 0               | 0               |               | 11            | -16           |             | -           | -           | 11+    | -16+   |
| Totale carriera          | Totale carriera          | Totale carriera          | 3+         | -8+        |                 | 0               | 0               |               | 11            | -16           |             | -           | -           | 14+    | -24+   |

## Palmarès

### Club

#### Competizioni nazionali
- Campionato albanese: 1

Flamurtari Valona: 1990-1991
- Supercoppa d'Albania: 1

Flamurtari Valona: 1990